# Ginoria glabra
Ginoria glabra är en fackelblomsväxtart som beskrevs av August Heinrich Rudolf Grisebach. Ginoria glabra ingår i släktet Ginoria och familjen fackelblomsväxter. Inga underarter finns listade i Catalogue of Life.